# Фуроратосови
Фуроратосовите, разговорно известни още като птици терор (Phorusrhacidae), са изчезнало семейство големи месоядни нелетящи птици, които са били най-големите хищници в Южна Америка през кайнозойската ера. Техният условно приет времеви диапазон обхваща периода преди 62 до 0,8 млн. години.

## Описание
Тези птици са варирали на височина от 1 до 3 метра при тегло около 70 кг. Клюнът е бил дълъг приблизително 46 см и се е извивал във формата на кука, която наподобява клюна на орел. Повечето видове са били по-малки, високи не повече от 60–90 см. Учените предполагат, че големите птици терор са били изключително пъргави и бързи бегачи, способни да достигнат скорост от 48 км/ч.

## Хранене
Смята се, че всички фуроратосови са били месоядни.

## Класификация
Фуроратосовите са разделени на 5 подсемейства, съдържащи 14 рода и 18 вида:
Семейство Фуроратосови
- Род Patagorhacos[6]
- Подсемейство Brontornithinae
  - Род Brontornis
  - Род Paraphysornis
  - Род Physornis
- Подсемейство Phorusrhacinae
  - Род Devincenzia
  - Род Kelenken
  - Род Phorusrhacos - фуроратоси
  - Род Titanis
- Подсемейство Patagornithinae
  - Род Patagornis
  - Род Andrewsornis
  - Род Andalgalornis
- Подсемейство Psilopterinae
  - Род Eleutherornis[7]
  - Род Paleopsilopterus[7][8]
  - Род Procariama
  - Род Psilopterus
- Подсемейство Mesembriornithinae
  - Род Mesembriornis
  - Род Llallawavis[9]